# Oulema maculicollis
Oulema maculicollis är en skalbaggsart som först beskrevs av Lacordaire 1845.  Oulema maculicollis ingår i släktet Oulema och familjen bladbaggar. Inga underarter finns listade i Catalogue of Life.